# Gordona
Gordona ist eine norditalienische Gemeinde (comune) mit 1974 Einwohnern (Stand 31. Dezember 2023) in der Provinz Sondrio in der Lombardei.

## Geographie
Die Gemeinde liegt etwa 41 Kilometer westnordwestlich von Sondrio an der Mera und gehört zur Comunità Montana della Valchiavenna. Gordona grenzt unmittelbar an den Schweizer Kanton Graubünden und an die Provinz Como. 2015 wurde Menarola eingemeindet. Die Nachbargemeinden sind Cama GR (CH-GR), Livo (CO), Lostallo (CH-GR), Mese, Prata Camportaccio, Samolaco und Grono (CH-GR).

## Verkehr
Im Osten der Gemeinde liegt die Strada Statale 36 del Lago di Como e dello Spluga vom Comer See kommend zur Schweizer Grenze.

## Sehenswürdigkeiten
- Turm Segniame und Ca’ Pipeta im Ortsteil Menarola.
- Pfarrkirche San Martino.